# Neodiapterna tognoni
Neodiapterna tognoni är en skalbaggsart som beskrevs av Dellacasa 1997. Neodiapterna tognoni ingår i släktet Neodiapterna och familjen Aphodiidae. Inga underarter finns listade i Catalogue of Life.